# Pablo Carreño Busta
Pour les articles homonymes, voir Carreño (homonymie) et Busta.
Carreño  Busta est un nom espagnol. Le premier nom de famille, en général paternel, est Carreño ; le second, en général maternel, souvent omis, est Busta.
Pablo Carreño Busta, né le 12 juillet 1991 à Gijón, est un joueur de tennis espagnol, professionnel depuis 2009. En 2021, il remporte la médaille de bronze aux Jeux olympiques de Tokyo en battant le numéro un mondial Novak Djokovic.

## Carrière

### 2007-2012. Débuts puis blessure
Pablo Carreño-Busta évolue sur le circuit junior entre 2007 et 2009. Il remporte 7 titres et atteint la 6e place mondiale. Ses débuts en Future en Espagne se concluent par un premier titre en simple en 2009 puis en double en 2010.
Il progresse rapidement à partir de 2011, notamment dans les tournois Challenger. Il atteint les demi-finales à Crémone puis remporte son premier titre à Alessandria face à Roberto Bautista-Agut. Il enchaîne sur une deuxième victoire à Côme où il bat Andreas Beck. Il conclut sa saison à la 136e place.
Au début de 2012, il est contraint d'écourter sa saison à cause d'une douleur au dos. Il est opéré d'une hernie discale pendant l'été. Après presque sept mois d'absence, il revient en octobre sur le circuit Future au Maroc.

### 2013. Révélation
Il commence l'année 2013 par une finale à Antalya, sur les courts du Kaya-Belek où il est battu par le Serbe Ilija Bozoljac. La semaine suivante, au même endroit, il remporte le simple et le double avec Gerard Granollers. De retour en Espagne, il parvient à gagner six tournois Future d'affilée dont trois en battant en finale son compatriote Roberto Carballés Baena : Majorque 1 et 2, Murcie, Carthagène, Badalone et La Vila Joiosa. Il profite d'ailleurs d'un statut de special exempt pour quatre de ces tournois car son classement ne lui permettait pas de jouer directement dans le tableau principal. Cette performance qui constitue un record dans cette catégorie de tournoi car il a remporté soit 35 matchs d'affilée, suscite rapidement l'intérêt des médias espagnols qui voient en lui un futur espoir.
Lors du tournoi de Casablanca, issu des qualifications, il élimine au premier tour Pablo Andújar, 57e mondial (6-4, 2-6, 6-3). Il s'agit de sa première victoire dans un tournoi ATP. En huitième, il est stoppé par le Sud-Africain Kevin Anderson (3-6, 3-6). Deux semaines plus tard, à Barcelone, grâce à une wild card, il atteint également le second tour en battant Robin Haase (6-1, 2-6, 7-6).
Il enchaîne avec l'Open d'Estoril où il s'extirpe des qualifications sans difficulté. Il crée la surprise en battant Julien Benneteau, puis David Goffin. Il devient la révélation du tournoi en éliminant Fabio Fognini, 25e à l'ATP (3-6, 6-4, 6-4). En demi-finale, il rencontre le Suisse Stanislas Wawrinka. Il arrive tout de même à remporter un set mais perd le match sur le score de 3-6, 6-3, 1-6.
Il fait ses premiers pas en Grand Chelem lors du tournoi de Roland-Garros. Il passe les qualifications puis affronte l'ancien no 1 mondial, Roger Federer au premier tour. Il est finalement battu sans surprise 2-6, 2-6, 3-6.
Durant la deuxième partie de sa saison, il se concentre sur les tournois Challenger pour progresser plus rapidement au classement. Il s'adjuge dans un premier temps le tournoi de Tanger, en profitant de l'abandon de son adversaire Mikhail Kukushkin. Il entre ensuite dans le top 100 à la suite de sa victoire contre Albano Olivetti à Ségovie. Il enchaîne sur un nouveau succès à Cordenons (face à Grégoire Burquier) et à Côme (contre Dominic Thiem).
En novembre, l'ATP lui remet le prix du joueur s'étant le plus amélioré. Il est en effet passé de la 715e à la 66e place en un an.

### 2014-2015. Maintien dans le top 100 et évolution
Après un début d'année difficile, il se fait remarquer lors du Masters 1000 de Monte-Carlo. Avec un statut de lucky loser, il élimine Gaël Monfils au second tour (6-3, 7-66) avant de s'incliner face au no 2 mondial Novak Djokovic (0-6, 1-6).
Encore une fois, c'est sur le circuit Challenger qu'il rencontre le plus de succès. Il remporte en effet trois nouveaux tournois à Caltanissetta, Mohammedia et Séville. En octobre, il bat Feliciano López à Valence mais s'incline en quart.
En 2015, il accède aux demi-finales à Estoril puis remporte la première édition du tournoi de Pérouse.

### 2016. Confirmation et premiers titres en carrière
Il émerge et confirme enfin son talent cette année, en parvenant d'abord à remporter son premier tournoi en double à Quito avec Guillermo Durán, en battant les têtes de série no 2 et no 3. Puis également en double, il atteint la finale à l'ATP 500 de Rio de Janeiro avec David Marrero mais perd (65-7, 1-6) contre la paire colombienne Juan Sebastián Cabal et Robert Farah, après avoir battu les têtes de série no 1 en demi-finale. La semaine suivante, il atteint à nouveau la finale à São Paulo à la fois en double, mais aussi en simple pour la première fois de sa carrière en battant que des Espagnols : Albert Ramos-Viñolas (0-6, 6-4, 7-62), Daniel Gimeno-Traver (6-2, 3-6, 6-3), puis Roberto Carballés Baena (6-0, 6-3) en quart et enfin Íñigo Cervantes (6-1, 6-1) en demi-finale. Il la perd contre Pablo Cuevas (64-7, 3-6) malgré une résistance.
En avril, à Estoril, il atteint sa deuxième finale de la saison en simple, en battant Fernando Verdasco et Taro Daniel en deux manches, puis en quart de finale la tête de série no 1 Gilles Simon (6-3, 6-4), et en demi-finale la no 3 Benoît Paire (6-3, 6-3) dans des matchs maîtrisés et sans perdre de set. Dans une finale accrochée de près de trois heures contre Nicolás Almagro, il finit par s'incliner (7-66, 65-7, 3-6).
Avant le dernier Grand Chelem de l'année, il participe au tournoi de Winston-Salem. Il bat Jan-Lennard Struff (6-4, 7-5), puis prend sa revanche de São Paulo sur Pablo Cuevas en l'emportant en deux sets (6-3, 7-61). Il continue son parcours en quart contre Andrey Kuznetsov (6-3, 6-4) et l'Australien John Millman en demie pour l'emporter 6-4, 7-65 en 1 h 45, alors qu'il était mené 3-5 dans la seconde manche. En finale, dans un match serré après un premier set d'une heure, Pablo Carreño-Busta finit par s'imposer 66-7, 7-61, 6-4 au bout de 2 h 33 de jeu. Il remporte ainsi son premier titre en carrière à 25 ans, qui plus est sur dur, une surface qui lui plaît moins. Il se hisse ainsi à la 39e place mondiale en simple, son meilleur classement en carrière. À l'US Open, il atteint pour la deuxième fois en carrière le troisième tour, en battant Janko Tipsarević en cinq manches après avoir été mené deux sets à rien, avant de perdre en quatre sets contre l'Autrichien Dominic Thiem. En double, avec son compatriote Guillermo García-López, il se qualifie pour la première fois en finale d'un tournoi du Grand Chelem, en battant en demie la paire espagnole Feliciano López et Marc López (6-3, 7-64) en 1 h 29. Ils perdent sèchement (2-6, 3-6) en 1 h 18 contre Jamie Murray et Bruno Soares.
Sur le continent asiatique à l'Open de Pékin, il s'invite jusqu'en quart de finale en battant Bernard Tomic facilement et surtout le Français Richard Gasquet (5-7, 6-4, 6-1) avant de perdre contre Milos Raonic en deux sets. En double avec Rafael Nadal, il bat les têtes de série no 3 Rohan Bopanna et Daniel Nestor au premier tour, puis les frères Bryan no 1 du tournoi (7-5, 6-4), avant de remporter la finale (66-7, 6-2, [10-8]) lors d'un match accroché contre la paire Jack Sock et Bernard Tomic, remportant son deuxième titre en double de la saison et de sa carrière.
En octobre, il remporte le tournoi indoor de Moscou en battant en finale Fabio Fognini (4-6, 6-3, 6-2), décrochant à cette occasion son second titre en simple sur dur lors de sa 10e finale de l'année, simple et double confondus. Il confirme ainsi ses bonnes performances sur surface dure et monte au classement à la 32e place mondiale.

### 2017. Première demi-finale enMasters 1000et enGrand Chelem, première participation aux Masters et intégration du top 10
Pablo Carreño-Busta commence son année à l'Open d'Australie en simple, il bat difficilement Peter Polansky en cinq manches en profitant de l'abandon du Canadien, puis au second tour il bat facilement Kyle Edmund (6-2, 6-4, 6-2), mais perd cependant au troisième tour (son premier à Melbourne) face à l'Ouzbek Denis Istomin, tombeur de Djokovic au tour précédent (4-6, 6-4, 4-6, 6-4, 2-6). En double avec son compatriote Guillermo García-López, ils battent la paire espagnole Feliciano López et Marc López (7-66, 6-4) en huitième alors tête de série numéro 5, puis la paire surprise Alex Bolt et Bradley Mousley (7-64, 4-6, 6-3) pour ainsi atteindre le dernier carré. Cependant, ils perdent contre les frères Bryan (61-7, 3-6) en une heure et demie.
Sur la terre battue de l'ATP 500 de Rio de Janeiro, il atteint la finale en double avec Pablo Cuevas où il bat 6-4, 5-7, [10-8] la paire colombienne Juan Sebastián Cabal et Robert Farah (en prenant sa revanche de l'année précédente), après avoir battu les têtes de série no 1 en demi-finale. En simple, il bat le local João Souza au premier tour, Víctor Estrella Burgos (6-2, 4-6, 6-2) au second tour, puis profite de l'abandon de l'Ukrainien Alexandr Dolgopolov (7-64, 62-7, 1-0 ab.). Dans le dernier carré, il remporte un match piège contre le jeune espoir de 18 ans Casper Ruud, (2-6, 7-5, 6-0) en se faisant dominer pendant une bonne partie de la rencontre et écartant une balle de match sur son engagement. Il dispute alors sa première finale d'ATP 500 en carrière, contre le 8e mondial Dominic Thiem. Il perd finalement (5-7, 4-6), pour sa troisième finale sur terre battue en simple, tout en améliorant son classement.
Au Masters d'Indian Wells, Pablo hérite d'un tableau ouvert avec les défaites prématurées d'Andy Murray et Jo-Wilfried Tsonga pour rallier pour la première fois de sa carrière les demi-finales d'un Masters 1000. Il bat deux qualifiés, Peter Gojowczyk et Dušan Lajović, puis profite du forfait de son compatriote Roberto Bautista-Agut et enfin vainc au bout de deux heures (6-1, 3-6, 7-64) en écartant deux balles de match, l'Uruguayen Pablo Cuevas en quart. Il perd dans le dernier carré contre le 3e mondial, Stanislas Wawrinka (3-6, 2-6) en tout juste une heure. Il améliore son classement pour entrer pour la première fois dans le top 20 mondial.
Sur terre battue en Europe, au Masters de Monte-Carlo, Pablo passe difficilement Fabio Fognini (7-6, 64-7, 6-3), puis Karen Khachanov, avant de lutter ardemment (2-6, 6-4, 4-6) contre le no 2 mondial, Novak Djokovic en huitième après 2 h 26 de jeu. Deux semaines plus tard, au tournoi d'Estoril alors têtes de série no 1, il vainc ses compatriotes : Tommy Robredo (7-65, 7-5), Nicolás Almagro (6-2, 6-4) et David Ferrer (6-3, 6-3) en demie. Il bat Gilles Müller (6-2, 7-65) en finale, remportant son 3e titre en carrière, son premier sur terre battue.
Au mois de mai, à Roland-Garros, il écarte d'entrée de jeu l'Allemand Florian Mayer en 3 petits sets (6-4, 6-2, 6-2), ensuite au 2e tour, il écarte le Japonais Taro Daniel en 4 sets (7-5, 6-4, 4-6, 6-0), avant de réaliser un autre coup d'éclat au 3e tour, étrillant la 11e tête de série et 13e mondial, Grigor Dimitrov en 3 sets expéditifs (7-5, 6-3, 6-4). En huitième de finale, il sort son premier top 10, le Canadien Milos Raonic, 5e tête de série et 6e mondial, sur le score de (4-6, 7-62, 66-7, 6-4, 8-6) après 4 h 17 d'un combat acharné bouclé à sa 7e balles de match,. En quart de finale, après 51 minutes de jeu, il abandonne pour cause de blessure face à son compatriote Rafael Nadal (2-6, 0-2), touché aux abdominaux.
Pablo Carreño Busta fait l'impasse sur toute la saison sur gazon toujours à cause de ses abdominaux. Il fait son retour sur le dur au Masters de Cincinnati et se qualifie pour les huitièmes en battant Paolo Lorenzi et Mischa Zverev (6-3, 7-62) avant de tomber contre son compatriote David Ferrer (4-6, 4-6) de retour à un excellent niveau sur ce tournoi. Il commence ensuite l'US Open en tant que tête de série numéro 12 où il se qualifie facilement pour les huitièmes en n'ayant aucune difficulté sur son chemin et battant trois qualifiés : Evan King, Cameron Norrie et Nicolas Mahut, tout en profitant d'un bas de tableau très ouvert pour un Grand Chelem. Il bat le jeune qualifié de 18 ans, le Canadien Denis Shapovalov (7-62, 7-64, 7-63) en 2 h 54 pour se qualifier pour son 2e quart de finale en n'ayant battu que des qualifiés, une première dans l'ère Open. Il poursuit son chemin et vainc la tête de série numéro 29, Diego Schwartzman (6-4, 6-4, 6-2) en 1 h 58 pour atteindre le dernier carré à Flushing Meadows, le premier de sa carrière en Grand Chelem sans perdre le moindre set. Pour une place en finale, il affronte le Sud-Africain Kevin Anderson, tête de série numéro 28, et s'incline (6-4, 5-7, 3-6, 4-6) en 2 h 54, loupant l'occasion de disputer une première finale en Grand Chelem. Il dit après son match qu'il « apprendra de cette défaite » pour la suite de la saison et de sa carrière.
Après sa demi-finale à l'US Open, il rentre pour la première fois dans le top 10 au classement ATP à la 10e place. Il se replace également dans la course pour le Masters de Londres en pointant à la 7e place à la Race. Mais au Masters de Paris-Bercy, il est éliminé au second tour par le Français Nicolas Mahut et se fait dépasser par Jack Sock. Il termine finalement 10e à la Race et se déplace au Masters en tant que premier remplaçant. À la suite du forfait de Rafael Nadal après son premier match, il participe à la compétition, mais perd chacun de ses deux matchs en remplacement de son compatriote. D'abord contre Dominic Thiem (3-6, 6-3, 4-6) en 2 h 6, puis Grigor Dimitrov (1-6, 1-6) en 1 h exactement.
Carreño Busta termine ainsi l'année dans le top 10, à la 10e place mondiale, beaucoup mieux que l'année précédente (30e).

### 2018.2edemi-finale en Masters 1000 à Miami
Pablo Carreño Busta débute bien à l'Open d'Australie avec un huitième de finale pour battre la wild card Jason Kubler en quatre sets, puis profitant de l'abandon de Gilles Simon, avant de l'emporter sur Gilles Müller (7-64, 4-6, 7-5, 7-5). Dans une rencontre serrée et accrochée de 3 h 27, il finit par s'incliner (7-62, 3-6, 60-7, 63-7) contre le 6e mondial et futur finaliste, Marin Čilić.
En mars au Masters d'Indian Wells, il atteint les 1/8 en passant difficilement Horacio Zeballos et Daniil Medvedev, avant de s'incliner dans un gros match perdu au tie break de la troisième manche contre le 9e mondial, Kevin Anderson. Puis au Masters de Miami, Busta passe sans perdre de manche Denis Istomin, Steve Johnson et Fernando Verdasco ; avant de prendre sa revanche sur Kevin Anderson (6-4, 5-7, 7-66), alors 8e mondial pour atteindre le dernier carré au bout de 2 h 42 d'effort. il s'incline (64-7, 2-6) en une heure et demie contre le no 5 mondial, Alexander Zverev aux portes de la finale.
Sur la terre battue européenne à Barcelone, il atteint les demi-finales après des victoires sur les Français Benoît Paire (6-3, 6-3) et Adrian Mannarino (6-2, 4-6, 7-66) au terme d'un match où il a effacé trois balles de match. Puis il se qualifie pour le dernier carré en battant (6-3, 7-64) le 5e mondial, Grigor Dimitrov dans une rencontre marquée par un point litigieux dans le tie-break. Il est ensuite battu (5-7, 3-6) en 1 h 35 par le jeune Grec Stéfanos Tsitsipás. La semaine suivante, il perd son titre à Estoril en demi-finale contre Frances Tiafoe (2-6, 3-6). Au Masters de Rome, il atteint les quarts de finale en battant Jared Donaldson, Steve Johnson et Aljaž Bedene à chaque fois en trois manches, avant de perdre sèchement contre le no 5 mondial, Marin Čilić (3-6, 3-6). Enfin à Roland-Garros, il atteint le 3e tour après des victoires contre le qualifié Jozef Kovalík et Federico Delbonis en quatre manches serrées. Il perd (6-2, 65-7, 3-6, 1-6) face à l'Italien Marco Cecchinato qui atteindra le dernier carré.
En août sur le dur du Masters de Cincinnati, il s'achemine en quart de finale mais perd (67-7, 4-6) à nouveau face à Marin Čilić. Puis il fait une demi-finale à Winston-Salem, perdant (3-6, 4-6) contre Steve Johnson.

### 2019.4etitreà Chengdu et victoire en Coupe Davis
Pablo Carreño Busta débute bien à l'Open d'Australie avec un huitième de finale après un 1er tour compliqué contre le qualifié Luca Vanni alors qu'il était mené deux manches à rien et une victoire (6-2, 6-4, 2-6, 6-4) sur Fabio Fognini. Dans un match d'un peu plus de cinq heures de jeu, avec des opportunités loupées de chaque côté, il finit par s'incliner (7-68, 6-4, 64-7, 4-6, 68-7) contre le Japonais Kei Nishikori.
Il se présente à Roland-Garros en étant 57e à l'ATP. Après avoir sèchement battu ses deux premiers adversaires, le Portugais João Sousa (6-3, 6-1, 6-2) puis l'Australien, tête de série no 21, Alex De Minaur (6-3, 6-1, 6-1), il est éliminé au troisième tour par le Français Benoît Paire (38e mondial) sur abandon à la fin du troisième set, alors qu'il avait remporté le deuxième : 2-6, 6-4, 61-7, blessé aux adducteurs.
Sur gazon, il réalise sa plus belle performance en atteignant les demi-finales à Antalya après sa victoire sur Bernard Tomic mais perd (3-6, 62-7) face au futur vainqueur, Lorenzo Sonego.
En juillet, il fait son retour sur terre battue au tournoi ATP 500 de Hambourg. Il passe Yannick Hanfmann, puis Jan-Lennard Struff et Fabio Fognini (3-6, 6-2, 7-64) avant de chuter aux portes de la finale contre le Russe Andrey Rublev (6-4, 5-7, 1-6).
Il sort des qualifications au Masters de Cincinnati où il sort le Français Gilles Simon et John Isner (6-4, 61-7, 7-66) pour atteindre les huitièmes où il perd contre le numéro 1 mondial, Novak Djokovic (3-6, 4-6). 
En Chine à Chengdu, il bat Radu Albot, puis Benoît Paire en trois sets, après Cristian Garín et surtout Denis Shapovalov (6-3, 6-4) pour atteindre la finale. Il obtient son 4e titre en simple face à Alexander Bublik (65-7, 6-4, 7-63).
En octobre, il participe au tournoi de Stockholm où il parvient jusqu'en demi-finale mais s'incline (6-4, 3-6, 3-6) face à Filip Krajinović.
Enfin malgré sa non participation pour la demi-finale et la finale de la Coupe Davis nouvelle formule, mais une défaite face à Guido Pella en 1/4. Pablo Carreño Busta remporte sa première Coupe Davis.

### 2020.2edemi-finale à l'US Open,2equart à Roland-Garros et titre Masters 1000 en double
Lors de l'ATP Cup, Pablo Carreño Busta ne dispute que les doubles avec des victoires mais perdant seulement le double décisif contre la Serbie de Novak Djokovic - Viktor Troicki (3-6, 4-6) en finale.
Au tournoi ATP 500 de Rotterdam, Pablo passe difficilement (7-5, 63-7, 6-4) le Français Adrian Mannarino, puis son compatriote Roberto Bautista-Agut (6-4, 2-6, 7-64) et l'Italien, Jannik Sinner (7-5, 3-6, 7-66) dans un match conclu à l'expérience. Il tombera dans le dernier carré contre la jeunesse canadienne de Félix Auger-Aliassime (62-7, 4-6).
Après la suspension du circuit à cause de la Pandémie de Covid-19, Pablo Carreño Busta participe à l'US Open en tant que tête de série no 20. Au premier tour, il bat le Japonais Yasutaka Uchiyama au cours d'un match serré en 5 sets (4-6, 6-3, 1-6, 6-3, 6-3). Au deuxième tour, il gagne plus facilement face à l'invité Américain Mitchell Krueger, en 3 sets. Au troisième tour, il bat, en 3 sets également, le Lituanien Ričardas Berankis. En huitièmes de finale, il doit affronter le numéro 1 mondial, Novak Djokovic. Ce dernier n'ayant toujours pas été vaincu de l'année, se fait breaker à 5 partout dans le premier set. À la suite d'un geste de frustration, le numéro 1 mondial est disqualifié pour avoir lancé une balle sur une juge de ligne,. En quart de finale, Pablo vient à bout du Canadien Denis Shapovalov, en 5 sets (3-6, 7-65, 7-64, 0-6, 6-3, malgré un set perdu 6-0 et plus de quatre heures de jeu. Il atteint donc la deuxième demi-finale de Grand Chelem de sa carrière où il affronte l'Allemand Alexander Zverev. Il perd contre l'Allemand en 5 sets (6-3, 6-2, 3-6, 4-6, 3-6) en 3 h 22 min dans une rencontre pleine de rebondissements et d'occasions gâchées.
Sur terre battue, deux semaines après l'US Open, il enchaîne avec Roland-Garros. Il passe avec autorité ses deux premiers adversaire John Millman et Guido Pella, avant de vaincre le 10e mondial et compatriote, Roberto Bautista-Agut (6-4, 6-3, 5-7, 6-4) pour arriver en huitième de finale. Après 2 h 22 de jeu, l'Espagnol vainc tard dans la nuit le qualifié Allemand Daniel Altmaier (6-2, 7-5, 6-2) pour retrouver le numéro 1 mondial, Novak Djokovic. Après le gain du premier set, le Serbe moins crispé, tétanisé par les souvenirs de l'US Open contre Carreño Busta, élève son niveau de jeu et l'Espagnol s'incline (6-4, 2-6, 3-6, 4-6) en 3 h 10. Pablo Carreño Busta jugera après la rencontre que le Serbe en fait toujours trop et faisant appel trop souvent au kiné dès qu'il est en difficulté.
L'Espagnol fini sa saison au Masters de Paris-Bercy avec une victoire expéditive sur le Français Hugo Gaston, invité des organisateurs, puis Jan-Lennard Struff et le qualifié Norbert Gombos pour arriver en quart de finale. Malgré la première manche en poche, Pablo s'incline (6-4, 5-7, 1-6) contre Rafael Nadal, manquant ses opportunités en seconde manche.

### 2021. Médaille de bronze aux Jeux olympiques, titres à Hambourg et Marbella
L'Espagnol commence l'année par une demi-finale à Melbourne lors de l'ATP Cup, perdue contre l'Italien Fabio Fognini qui le bat pour la première fois après sept défaites consécutives. Il bat lors de l'Open d'Australie le Japonais Kei Nishikori (7-5, 7-64, 6-2) et le Tchèque Jiří Veselý (6-3, 7-63, 2-6, 6-4) puis abandonne au troisième tour contre Grigor Dimitrov (0-6, 0-1), souffrant de douleurs abdominales. 
Il est battu au premier tour à Dubaï par Márton Fucsovics mais se ressaisit un mois plus tard pour le début de la tournée de terre battue. Il élimine dans son pays natal à Marbella, Mario Vilella Martínez, un compatriote (7-62, 6-3), Kwon Soon-woo (6-4, 6-0), puis deux autres Espagnols, Albert Ramos-Viñolas (6-1, 3-6, 7-65) et Jaume Munar (6-, 2-6, 6-4) pour remporter son premier titre depuis un an et demi.
Il atteint par la suite les huitièmes de finale à Monte-Carlo, où il est éliminé par Casper Ruud dans un match serré. Puis à Barcelone, il élimine Jordan Thompson (6-4, 6-0), Bernabé Zapata Miralles (6-3, 6-4) et le 9e mondial, Diego Schwartzman (6-4, 3-6, 7-5) pour arriver en demi-finale. Il s'y incline contre Rafael Nadal (3-6, 2-6) qu'il n'a jamais battu en huit confrontations. Il obtient ensuite des résultats décevants à Madrid (premier tour) et Rome (battu au deuxième tour par Kei Nishikori qui prend sa revanche).
À Roland-Garros, il s'impose contre Norbert Gombos (6-3, 6-4, 6-3), le local Enzo Couacaud (2-6, 6-3, 6-4, 6-4), puis l'Américain Steve Johnson (6-4, 6-4, 6-2) pour rallier pour la troisième fois de sa carrière la deuxième semaine à Paris. Il s'incline contre le futur finaliste du tournoi, le Grec Stéfanos Tsitsipás (3-6, 2-6, 5-7) en 2 h 7 de jeu pour la troisième fois en autant de rencontres.
Après s'être incliné en demi-finale de Majorque contre le numéro deux mondial Daniil Medvedev et au premier tour de Wimbledon, tournoi dans lequel il n'a jamais remporté un match, il s'envole vers Hambourg pour disputer son dernier tournoi sur ocre de l'année. Il y bat le qualifié Carlos Taberner (7-5, 6-3), Dušan Lajović (7-64, 6-3) et Federico Delbonis, sur le même score. Puis un autre Serbe en finale, Filip Krajinović (6-2, 6-4), le tout sans perdre un seul set. Il remporte son premier tournoi de l'année et le premier ATP 500 de sa carrière. Il se rapproche de son meilleur classement après le tournoi en atteignant la onzième place.
Il part en direction du Japon une semaine plus tard pour disputer les Jeux olympiques de Tokyo. Il enchaîne les victoires contre Tennys Sandgren (7-5, 6-2), Marin Čilić (5-7, 6-4, 6-4) et Dominik Köpfer (7-67, 6-3). Il affronte en quarts de finale le numéro deux mondial Daniil Medvedev et l'élimine en deux sets (6-2, 7-65) pour rallier les demi-finales. Il s'incline ensuite contre le Russe Karen Khachanov (3-6, 3-6) et le 31 juillet, il remporte la médaille de bronze aux Jeux olympiques de Tokyo en battant le numéro un mondial, Novak Djokovic (6-4, 66-7, 6-3) pour la seconde fois de sa carrière. C'est d'ailleurs la première fois qu'il bat deux top 10 dans le même tournoi.
Il dispute fin août le Masters de Cincinnati et y vainc Hubert Hurkacz en deux tie-breaks puis s'incline en quarts contre Daniil Medvedev qui prend sa revanche. Il perd également en quarts de Winston-Salem contre Ilya Ivashka, qui ne l'avait jamais battu.
Après une sortie d'entrée à l'US Open contre le local Maxime Cressy en cinq sets (7-5, 6-4, 1-6, 4-6, 67-7), il atteint sa troisième finale de l'année à Metz, éliminant Mikael Ymer, Holger Rune et Gaël Monfils mais s'incline sur la dernière marche contre le Polonais Hubert Hurkacz. 
Sa fin d'année est plus compliquée. Il s'incline au deuxième tour de nouveau contre les Russes Karen Khachanov (à Indian Wells) et Daniil Medvedev (en Coupe Davis) et au Masters de Paris-Bercy contre la surprise Hugo Gaston, ainsi qu'au premier tour à Vienne.

### 2022:1revictoire en Masters 1000
Pablo Carreño Busta commence l'année en forme en battant lors de l'ATP Cup Alejandro Tabilo, Viktor Durasovic, Filip Krajinović et le 860e mondial Jan Zieliński et rejoint le Canadien Denis Shapovalov en finale. Il s'incline cependant en deux sets (4-6, 3-6). Il enchaîne en éliminant lors de l'Open d'Australie Tomás Martín Etcheverry, puis le Néerlandais Tallon Griekspoor en cinq sets serrés (6-3, 66-7, 7-63, 3-6, 6-4) et l'Américain Sebastian Korda. Il est sorti du tournoi pour la troisième fois de sa carrière en huitièmes de finale par l'Italien Matteo Berrettini (5-7, 64-7, 4-6).
Les mois suivants sont décevants, avec des sorties au premier tour à Rio de Janeiro contre l'Italien Fabio Fognini et au Masters d'Indian Wells contre le 99e mondial Jaume Munar, et au deuxième tour à Acapulco et au Masters de Miami, battu par l'Italien Jannik Sinner en trois sets disputés et malgré 5 balles de match.
Il égale mi-avril son meilleur résultat à Monte-Carlo, parvenant en huitièmes de finale avec une victoire contre Sebastián Báez et une autre sur abandon contre le Kazakh Alexander Bublik. Il s'incline contre le numéro trois mondial Alexander Zverev au tour suivant.
La semaine suivante, il joue le tournoi de Barcelone dans son pays natal, y éliminant successivement son compatriote Bernabé Zapata Miralles (6-3, 6-3), l'Italien Lorenzo Sonego (6-2, 5-7, 6-2) et le Norvégien spécialiste de la terre battue Casper Ruud en quarts de finale (4-6, 7-68, 6-3). Il vainc en demi-finale l'Argentin Diego Schwartzman et s'offre sa première finale de l'année contre Carlos Alcaraz qui s'impose (3-6, 2-6) en une heure de jeu.
Les mois suivants sont de nouveau décevants avec 3 victoires pour 7 défaites parmi lesquelles un premier tour lors du tournoi de Roland-Garros contre le Français Gilles Simon en cinq sets (4-6, 4-6, 6-4, 6-1, 4-6) et presque 4 heures de jeu, une défaite d'entrée dans son pays à Majorque contre le Suisse Antoine Bellier, 303e mondial alors qu'il est tenant du titre (3-6, 4-6) et un abandon au premier tour de Wimbledon. 
Il renoue avec la victoire lors du tournoi de Bastad en septembre, éliminant l'ancien numéro trois mondial Stanislas Wawrinka, l'Espagnol Albert Ramos-Viñolas et de nouveau l'Argentin Diego Schwartzman. Il est cependant défait en demi-finale par un autre Argentin, Francisco Cerúndolo.
Il défend la semaine suivante son titre à Hambourg, mais s'incline contre le Slovaque Alex Molčan en trois sets (6-3, 1-6, 65-7).
Il s'envole pour la tournée américaine début août et élimine au Masters de Montréal l'Italien Matteo Berrettini (6-3, 6-2) alors 14e mondial, puis le jeune Danois Holger Rune (6-0, 6-3), puis un autre Italien, Jannik Sinner (6-2, 6-4) alors 12e mondial, prenant sa revanche de Miami. Il sort ensuite en quarts de finale le Britannique Jack Draper (7-64, 6-1) pour atteindre pour la deuxième fois de sa carrière les demi-finales d'un Masters 1000 après Indian Wells en 2017. Il y affronte un autre Britannique, Daniel Evans, novice à ce niveau qu'il bat en trois sets (7-5, 67-7, 6-2) après près de trois heures de jeu. Il y joue sa première finale de Masters 1000 contre le Polonais Hubert Hurkacz. Et l'Espagnol s'impose (3-6, 6-3, 6-3) en 1 h 45 minutes pour gagner le plus beau titre de sa carrière, un Masters 1000. C'est la première fois qu'il bat un joueur du top 10 en finale. 
Il s'incline de nouveau en ouverture du Masters de Cincinnati contre le Serbe Miomir Kecmanović, puis s'impose à l'US Open contre Dominic Thiem, ancien vainqueur du tournoi (7-5, 6-1, 5-7, 6-3), le Kazakh Alexander Bublik (4-6, 6-4, 6-3, 7-65) et l'Australien Alex de Minaur (6-1, 6-1, 3-6, 7-65) pour rallier les huitièmes de finale. Il est battu en 3 h 21 à ce stade par le Russe Karen Khachanov, vainqueur de leurs quatre derniers duels en cinq sets (6-4, 3-6, 1-6, 6-4, 3-6).
Les semaines suivantes sont de nouveau décevantes avec une défaite au premier tour à Sofia contre le Suisse Marc-Andrea Hüsler et une autre en quarts de finale de Gijón contre le Français Arthur Rinderknech après avoir eu 9 balles de match. Il s'incline également en quarts au tournoi de Naples contre Miomir Kecmanović (5-7, 2-6) et à Bâle contre son compatriote numéro un mondial Carlos Alcaraz (3-6, 4-6).

### 2023. Huitième de finale au challenger Malaga
Pablo Carreño Busta commence l'année par une défaite mi-janvier contre le qualifié Kwon Soon-woo à Adelaïde 2, qui sera vainqueur du tournoi, puis est éliminé au second tour de l'Open d'Australie par le Français Benjamin Bonzi après avoir mené deux sets à 0 (6-4, 6-4, 6-7, 1-6, 6-7). En février, il est battu d'entrée à Rotterdam par Richard Gasquet (6-2, 6-7, 2-6).

## Palmarès

### Titres en simple messieurs
| No | Date       | Nom et lieu du tournoi                           | Catégorie    | Dotation    | Surface      | Finaliste             | Score           |          |
| -- | ---------- | ------------------------------------------------ | ------------ | ----------- | ------------ | --------------------- | --------------- | -------- |
| 1  | 21-08-2016 | Winston-Salem Open, Winston-Salem                | ATP 250      | 639 255 $   | Dur (ext.)   | Roberto Bautista-Agut | 6-7, 7-61, 6-4  | Parcours |
| 2  | 17-10-2016 | VTB Kremlin Cup, Moscou                          | ATP 250      | 717 250 $   | Dur (int.)   | Fabio Fognini         | 4-6, 6-3, 6-2   | Parcours |
| 3  | 01-05-2017 | Millennium Estoril Open, Estoril                 | ATP 250      | 482 060 €   | Terre (ext.) | Gilles Müller         | 6-2, 7-65       | Parcours |
| 4  | 23-09-2019 | Chengdu Open, Chengdu                            | ATP 250      | 1 096 575 $ | Dur (ext.)   | Alexander Bublik      | 65-7, 6-4, 7-63 | Parcours |
| 5  | 05-04-2021 | AnyTech365 Andalucia Open, Marbella              | ATP 250      | 408 800 €   | Terre (ext.) | Jaume Munar           | 6-1, 2-6, 6-4   | Parcours |
| 6  | 12-07-2021 | Hamburg European Open, Hambourg                  | ATP 500      | 1 030 900 € | Terre (ext.) | Filip Krajinović      | 6-2, 6-4        | Parcours |
| 7  | 08-08-2022 | National Bank Open presented by Rogers, Montréal | Masters 1000 | 5 926 545 $ | Dur (ext.)   | Hubert Hurkacz        | 3-6, 6-3, 6-3   | Parcours |

### Finales en simple messieurs
| No | Date       | Nom et lieu du tournoi                      | Catégorie | Dotation    | Surface      | Vainqueur       | Score          |          |
| -- | ---------- | ------------------------------------------- | --------- | ----------- | ------------ | --------------- | -------------- | -------- |
| 1  | 22-02-2016 | Brasil Open, São Paulo                      | ATP 250   | 436 220 $   | Terre (ext.) | Pablo Cuevas    | 7-64, 6-3      | Parcours |
| 2  | 25-04-2016 | Millenium Estoril Open, Estoril             | ATP 250   | 463 520 €   | Terre (ext.) | Nicolás Almagro | 6-7, 7-65, 6-3 | Parcours |
| 3  | 20-02-2017 | Rio Open presented by Claro, Rio de Janeiro | ATP 500   | 1 461 560 $ | Terre (ext.) | Dominic Thiem   | 7-5, 6-4       | Parcours |
| 4  | 20-09-2021 | Moselle Open, Metz                          | ATP 250   | 419 470 €   | Dur (int.)   | Hubert Hurkacz  | 7-62, 6-3      | Parcours |
| 5  | 18-04-2022 | Barcelona Open Banc Sabadell, Barcelone     | ATP 500   | 2 661 825 € | Terre (ext.) | Carlos Alcaraz  | 6-3, 6-2       | Parcours |

### Titres en double messieurs
| No | Date       | Nom et lieu du tournoi                     | Catégorie    | Dotation    | Surface      | Partenaire      | Finalistes                        | Score            |          |
| -- | ---------- | ------------------------------------------ | ------------ | ----------- | ------------ | --------------- | --------------------------------- | ---------------- | -------- |
| 1  | 01-02-2016 | Ecuador Open Quito                         | ATP 250      | 463 520 $   | Terre (ext.) | Guillermo Durán | Thomaz Bellucci Marcelo Demoliner | 7-5, 6-4         | Parcours |
| 2  | 03-10-2016 | China Open Pékin                           | ATP 500      | 2 916 550 $ | Dur (ext.)   | Rafael Nadal    | Jack Sock Bernard Tomic           | 6-7, 6-2, [10-8] | Parcours |
| 3  | 20-02-2017 | Rio Open presented by Claro Rio de Janeiro | ATP 500      | 1 461 560 $ | Terre (ext.) | Pablo Cuevas    | Juan Sebastián Cabal Robert Farah | 6-4, 5-7, [10-8] | Parcours |
| 4  | 22-08-2020 | Western & Southern Open New-York           | Masters 1000 | 4 222 190 $ | Dur (ext.)   | Alex de Minaur  | Jamie Murray Neal Skupski         | 6-2, 7-5         | Parcours |

### Finales en double messieurs
| No | Date       | Nom et lieu du tournoi           | Catégorie    | Dotation     | Surface      | Vainqueurs                        | Partenaire             | Score            |          |
| -- | ---------- | -------------------------------- | ------------ | ------------ | ------------ | --------------------------------- | ---------------------- | ---------------- | -------- |
| 1  | 15-02-2016 | Rio Open by Claro Rio de Janeiro | ATP 500      | 1 333 085 $  | Terre (ext.) | Juan Sebastián Cabal Robert Farah | David Marrero          | 7-65, 6-1        | Parcours |
| 2  | 22-02-2016 | Brasil Open São Paulo            | ATP 250      | 436 220 $    | Terre (ext.) | Julio Peralta Horacio Zeballos    | David Marrero          | 4-6, 6-1, [10-5] | Parcours |
| 3  | 31-08-2016 | US Open Flushing Meadows         | G. Chelem    | 23 151 700 $ | Dur (ext.)   | Jamie Murray Bruno Soares         | Guillermo García-López | 6-2, 6-3         | Parcours |
| 4  | 26-09-2016 | Chengdu Open Chengdu             | ATP 250      | 840 915 $    | Dur (ext.)   | Raven Klaasen Rajeev Ram          | Mariusz Fyrstenberg    | 7-62, 7-5        | Parcours |
| 5  | 14-05-2018 | Internazionali BNL d'Italia Rome | Masters 1000 | 4 872 105 €  | Terre (ext.) | Juan Sebastián Cabal Robert Farah | João Sousa             | 3-6, 6-4, [10-4] | Parcours |

## Parcours dans les tournois duGrand Chelem

### En simple
| Année | Open d'Australie | Open d'Australie  | Internationaux de France | Internationaux de France | Wimbledon       | Wimbledon      | US Open         | US Open          |
| ----- | ---------------- | ----------------- | ------------------------ | ------------------------ | --------------- | -------------- | --------------- | ---------------- |
| 2013  | —                | —                 | 1er tour (1/64)          | Roger Federer            | —               | —              | —               | —                |
| 2014  | 1er tour (1/64)  | Julien Benneteau  | 1er tour (1/64)          | Mikhail Youzhny          | 1er tour (1/64) | David Ferrer   | 3e tour (1/16)  | J.-W. Tsonga     |
| 2015  | 1er tour (1/64)  | Gilles Müller     | 2e tour (1/32)           | Jack Sock                | 1er tour (1/64) | Gaël Monfils   | 2e tour (1/32)  | R. Bautista-Agut |
| 2016  | 1er tour (1/64)  | Nick Kyrgios      | 2e tour (1/32)           | Aljaž Bedene             | 1er tour (1/64) | Milos Raonic   | 3e tour (1/16)  | Dominic Thiem    |
| 2017  | 3e tour (1/16)   | Denis Istomin     | 1/4 de finale            | Rafael Nadal             | —               | —              | 1/2 finale      | Kevin Anderson   |
| 2018  | 1/8 de finale    | Marin Čilić       | 3e tour (1/16)           | Marco Cecchinato         | 1er tour (1/64) | Radu Albot     | 2e tour (1/32)  | João Sousa       |
| 2019  | 1/8 de finale    | Kei Nishikori     | 3e tour (1/16)           | Benoît Paire             | 1er tour (1/64) | Alexei Popyrin | 3e tour (1/16)  | David Goffin     |
| 2020  | 3e tour (1/16)   | Rafael Nadal      | 1/4 de finale            | Novak Djokovic           | Annulé          | Annulé         | 1/2 finale      | Alexander Zverev |
| 2021  | 3e tour (1/16)   | Grigor Dimitrov   | 1/8 de finale            | Stéfanos Tsitsipás       | 1er tour (1/64) | Sam Querrey    | 1er tour (1/64) | Maxime Cressy    |
| 2022  | 1/8 de finale    | Matteo Berrettini | 1er tour (1/64)          | Gilles Simon             | 1er tour (1/64) | Dušan Lajović  | 1/8 de finale   | Karen Khachanov  |
| 2023  | 2e tour (1/32)   | Benjamin Bonzi    | —                        | —                        | —               | —              | —               | —                |
| 2024  | —                | —                 | 1er tour (1/64)          | Mariano Navone           | —               | —              | 1er tour (1/64) | Arthur Cazaux    |
| 2025  | 2e tour (1/32)   | Ben Shelton       | 2e tour (1/32)           | Frances Tiafoe           | —               | —              |                 |                  |

N.B. : à droite du résultat se trouve le nom de l'ultime adversaire.

### En double messieurs
| Année | Open d'Australie                                                                             | Open d'Australie                                                                              | Internationaux de France                                                                | Internationaux de France                                                                   | Wimbledon                                                                            | Wimbledon                                                                        | US Open | US Open |
| ----- | -------------------------------------------------------------------------------------------- | --------------------------------------------------------------------------------------------- | --------------------------------------------------------------------------------------- | ------------------------------------------------------------------------------------------ | ------------------------------------------------------------------------------------ | -------------------------------------------------------------------------------- | ------- | ------- |
| 2014  | 1/8 de finale G. García-López \|\| style="text-align:left;" \| Alex Bolt A. Whittington      | —                                                                                             | —                                                                                       | —                                                                                          | —                                                                                    | 1er tour (1/32) P. Andújar \|\| style="text-align:left;" \| J. S. Cabal R. Farah |         |         |
| 2015  | 2e tour (1/16) G. García-López \|\| style="text-align:left;" \| A.-U.-H. Qureshi N. Zimonjić | 2e tour (1/16) D. Gimeno \|\| style="text-align:left;" \| M. Matkowski N. Zimonjić            | 1er tour (1/32) D. Gimeno \|\| style="text-align:left;" \| A. Peya Bruno Soares         | 1er tour (1/32) G. García-López \|\| style="text-align:left;" \| M. Matkowski N. Zimonjić  |                                                                                      |                                                                                  |         |         |
| 2016  | 1/8 de finale P. Andújar \|\| style="text-align:left;" \| D. Nestor R. Štěpánek              | 2e tour (1/16) D. Marrero \|\| style="text-align:left;" \| R. Štěpánek N. Zimonjić            | 1er tour (1/32) G. García-López \|\| style="text-align:left;" \| T. C. Huey Max Mirnyi  | Finale G. García-López                                                                     | Jamie Murray Bruno Soares                                                            |                                                                                  |         |         |
| 2017  | 1/2 finale G. García-López \|\| style="text-align:left;" \| Bob Bryan Mike Bryan             | 1er tour (1/32) G. García-López \|\| style="text-align:left;" \| R. Dutra Silva Paolo Lorenzi | —                                                                                       | —                                                                                          | 1er tour (1/32) F. Verdasco \|\| style="text-align:left;" \| M. Daniell M. Demoliner |                                                                                  |         |         |
| 2018  | 1/8 de finale G. García-López \|\| style="text-align:left;" \| B. McLachlan J.-L. Struff     | —                                                                                             | —                                                                                       | 1er tour (1/32) G. García-López \|\| style="text-align:left;" \| J. S. Cabal Robert Farah  | —                                                                                    | —                                                                                |         |         |
| 2019  | 1/8 de finale G. García-López \|\| style="text-align:left;" \| Bob Bryan Mike Bryan          | 1er tour (1/32) G. Granollers \|\| style="text-align:left;" \| Bob Bryan Mike Bryan           | 2e tour (1/16) Feliciano López \|\| style="text-align:left;" \| M. González H. Zeballos | 2e tour (1/16) Feliciano López \|\| style="text-align:left;" \| Robin Haase Wesley Koolhof |                                                                                      |                                                                                  |         |         |
| 2020  | 1er tour (1/32) João Sousa \|\| style="text-align:left;" \| Divij Sharan Artem Sitak         | —                                                                                             | —                                                                                       | Annulé                                                                                     | Annulé                                                                               | —                                                                                | —       |         |
| 2021  | 1er tour (1/32) Marc López \|\| style="text-align:left;" \| Ivan Dodig Filip Polášek         | —                                                                                             | —                                                                                       | —                                                                                          | —                                                                                    | —                                                                                | —       |         |
|       |                                                                                              |                                                                                               |                                                                                         |                                                                                            |                                                                                      |                                                                                  |         |         |
| 2024  | —                                                                                            | —                                                                                             | 1er tour (1/32) S. Martos \|\| style="text-align:left;" \| G. Escobar A. Nedovyesov     | —                                                                                          | —                                                                                    | 1er tour (1/32) S. Martos \|\| style="text-align:left;" \| R. Matos M. Melo      |         |         |

N.B. : le nom du partenaire se trouve sous le résultat ; les noms des ultimes adversaires se trouvent à droite.

## Parcours auMasters
| Année | Lieu    | Résultat                 | Tour | Adversaires                   | Victoire / Défaite | Scores                 |
| ----- | ------- | ------------------------ | ---- | ----------------------------- | ------------------ | ---------------------- |
| 2017  | Londres | Round Robin (Remplaçant) | RR   | Dominic Thiem Grigor Dimitrov | Défaite            | 3-6, 6-3, 4-6 1-6, 1-6 |

## Parcours dans lesMasters 1000
| Année | Indian Wells              | Miami                | Monte-Carlo               | Madrid                    | Rome                      | Canada               | Cincinnati                | Shanghai                  | Paris                  |
| ----- | ------------------------- | -------------------- | ------------------------- | ------------------------- | ------------------------- | -------------------- | ------------------------- | ------------------------- | ---------------------- |
| 2014  | 1er tour P. Lorenzi       | 1er tour João Sousa  | 1/8 de finale N. Djokovic | 1er tour G. Dimitrov      | 1er tour I. Karlović      | —                    | —                         | —                         | —                      |
| 2015  | 1er tour D. Young         | 1er tour A. Rublev   | 1er tour S. Stakhovsky    | —                         | —                         | —                    | —                         | —                         | 1er tour G. Dimitrov   |
| 2016  | 2e tour G. Monfils        | 1er tour J. Millman  | 2e tour J.-W. Tsonga      | 2e tour G. Simon          | —                         | —                    | 1er tour G. Monfils       | 1er tour G. Simon         | 2e tour M. Raonic      |
| 2017  | 1/2 finale S. Wawrinka    | 2e tour F. Delbonis  | 1/8 de finale N. Djokovic | 1er tour B. Paire         | 2e tour R. Bautista       | 2e tour K. Anderson  | 1/8 de finale D. Ferrer   | 2e tour A. Ramos          | 2e tour N. Mahut       |
| 2018  | 1/8 de finale K. Anderson | 1/2 finale A. Zverev | —                         | 1er tour B. Ćorić         | 1/4 de finale Marin Čilić | 2e tour K. Khachanov | 1/4 de finale Marin Čilić | 1er tour B. Paire         | 1er tour D. Medvedev   |
| 2019  | —                         | —                    | —                         | 1er tour R. Opelka        | 1er tour D. Shapovalov    | —                    | 1/8 de finale N. Djokovic | 2e tour D. Thiem          | —                      |
| 2020  | n.o.                      | n.o.                 | n.o.                      | n.o.                      | 2e tour R. Nadal          | n.o.                 | 2e tour K. Khachanov      | n.o.                      | 1/4 de finale R. Nadal |
| 2021  | 3e tour K. Khachanov      | —                    | 1/8 de finale C. Ruud     | 1er tour F. Delbonis      | 2e tour Forfait           | —                    | 1/4 de finale D. Medvedev | n.o.                      | 2e tour H. Gaston      |
| 2022  | 2e tour J. Munar          | 3e tour J. Sinner    | 1/8 de finale A. Zverev   | 1er tour v. d. Zandschulp | 2e tour K. Khachanov      | Victoire H. Hurkacz  | 1er tour M. Kecmanović    | n.o.                      | 1/8 de finale T. Paul  |
|       |                           |                      |                           |                           |                           |                      |                           |                           |                        |
| 2024  | —                         | —                    | —                         | —                         | —                         | 2e tour H. Rune      | 1/8 de finale A. Zverev   | 1er tour v. d. Zandschulp | —                      |
| 2025  | 1er tour Q. Halys         | —                    | —                         | 1er tour N. Borges        | 1er tour C. Ugo Carabelli | 2e tour A. Fils      | —                         |                           |                        |

N.B. : sous le résultat se trouve le nom de l’ultime adversaire.

## Parcours enCoupe Davis
| #                                                                 | Date          | Lieu              | Surface      | Gagnant(s)                          | Perdant(s)                     | Score                    |          |
|                                                                   |               |                   |              |                                     |                                |                          |          |
| 2016 - 1/4 de finale (GI Europe/Afrique) - Roumanie - Espagne 1:4 |               |                   |              |                                     |                                |                          |          |
| 1                                                                 | 15-17/07/2016 | Cluj-Napoca       | Dur (int.)   | Pablo Carreño-Busta                 | Adrian Ungur                   | 6-3, 7-65                | Parcours |
|                                                                   |               |                   |              |                                     |                                |                          |          |
| 2017 - 1er tour (groupe mondial) - Croatie - Espagne 2:3          |               |                   |              |                                     |                                |                          |          |
| 2                                                                 | 03-05/02/2017 | Osijek            | Dur (int.)   | Franko Škugor                       | Pablo Carreño-Busta            | 3-6, 6-3, 6-4, 4-6, 7-66 | Parcours |
| 2                                                                 | 03-05/02/2017 | Osijek            | Dur (int.)   | Pablo Carreño-Busta                 | Nikola Mektić                  | 7-64, 6-1, 6-4           | Parcours |
|                                                                   |               |                   |              |                                     |                                |                          |          |
| 2017 - 1/4 de finale (groupe mondial) - Serbie - Espagne 4:1      |               |                   |              |                                     |                                |                          |          |
| 3                                                                 | 07-09/04/2017 | Belgrade          | Dur (int.)   | Viktor Troicki                      | Pablo Carreño-Busta            | 6-3, 6-4, 6-3            | Parcours |
| 3                                                                 | 07-09/04/2017 | Belgrade          | Dur (int.)   | Viktor Troicki Nenad Zimonjić       | Pablo Carreño-Busta Marc López | 4-6, 7-64, 6-0, 4-6, 6-2 | Parcours |
|                                                                   |               |                   |              |                                     |                                |                          |          |
| 2018 - 1er tour (groupe mondial) - Espagne - Grande-Bretagne 3:1  |               |                   |              |                                     |                                |                          |          |
| 4                                                                 | 02-04/02/2018 | Marbella          | Terre (ext.) | Pablo Carreño-Busta Feliciano López | Dominic Inglot Jamie Murray    | 6-4, 6-4, 7-64           | Parcours |
|                                                                   |               |                   |              |                                     |                                |                          |          |
| 2018 - 1/2 finale (groupe mondial) - France - Espagne 3:2         |               |                   |              |                                     |                                |                          |          |
| 5                                                                 | 14-16/09/2018 | Villeneuve-d'Ascq | Dur (int.)   | Benoît Paire                        | Pablo Carreño Busta            | 7-5, 6-1, 6-0            | Parcours |
|                                                                   |               |                   |              |                                     |                                |                          |          |
| 2019 - 1/4 de finale (groupe mondial) - Argentine - Espagne 1:2   |               |                   |              |                                     |                                |                          |          |
| 6                                                                 | 22/11/2019    | Madrid            | Dur (int.)   | Guido Pella                         | Pablo Carreño Busta            | 63-7, 7-64, 6-1          | Parcours |

## Confrontations avec ses principaux adversaires
Confrontations lors des différents tournois ATP et en Coupe Davis avec ses principaux adversaires (6 confrontations minimum et avoir été membre du top 10). Classement par pourcentage de victoires. Situation au 6 janvier 2023 :
Les joueurs retraités sont en gris.
| Joueur           | Meilleur classement | Confrontations | Victoires | Défaites | Pourcentage de victoires | Dernière confrontation                                   |
| ---------------- | ------------------- | -------------- | --------- | -------- | ------------------------ | -------------------------------------------------------- |
| Rafael Nadal     | 1                   | 8              | 0         | 8        | 0                        | défaite (3-6, 2-6) au tournoi de Barcelone 2021          |
| Dominic Thiem    | 3                   | 8              | 1         | 7        | 12,5                     | victoire (7-5, 6-1, 5-7, 6-3) à l'US Open 2022           |
| Kevin Anderson   | 5                   | 6              | 1         | 5        | 16,7                     | défaite (5-7, 1-6) au tournoi de Vienne 2020             |
| Marin Čilić      | 3                   | 6              | 1         | 5        | 16,7                     | défaite (7-5, 3-6, 65-7) à la Coupe Davis 2022           |
| Daniil Medvedev  | 1                   | 7              | 2         | 5        | 28,6                     | défaite (2-6, 63-7) à la Coupe Davis 2021                |
| Novak Djokovic   | 1                   | 6              | 2         | 4        | 33,3                     | victoire (6-4, 66-7, 6-3) aux Jeux olympiques 2021       |
| Karen Khachanov  | 8                   | 9              | 3         | 6        | 33,3                     | défaite (6-4, 3-6, 1-6, 6-4, 3-6) à l'US Open 2022       |
| Grigor Dimitrov  | 3                   | 7              | 3         | 4        | 42,8                     | défaite (0-6, 0-1 ab.) à l'Open d'Australie 2021         |
| Gaël Monfils     | 6                   | 6              | 3         | 3        | 50                       | victoire (7-5, 7-68) au tournoi de Metz 2021             |
| Gilles Simon     | 6                   | 7              | 4         | 3        | 57,1                     | défaite (4-6, 4-6, 6-4, 6-1, 4-6) à Roland-Garros 2022   |
| Denis Shapovalov | 10                  | 7              | 5         | 2        | 71,4                     | victoire (7-62, 2-6, 6-4) au Masters de Paris-Bercy 2022 |
| Fabio Fognini    | 9                   | 10             | 8         | 2        | 80                       | victoire (6-1, 6-1) au tournoi de Naples 2022            |

## Victoires sur le top 10
Toutes ses victoires sur des joueurs classés dans le top 10 de l'ATP lors de la rencontre.
| Légende         |
| Grand Chelem    |
| Masters         |
| Jeux olympiques |
| Masters 1000    |
| 500 Series      |
| 250 Series      |
| Coupe Davis     |

| #  | P.C.B. | Tournoi         | Année | Surface      | Adversaire            | Rang  | Tour      | Score                     |
| -- | ------ | --------------- | ----- | ------------ | --------------------- | ----- | --------- | ------------------------- |
| 1  | no 21  | Roland-Garros   | 2017  | Terre battue | Milos Raonic          | no 6  | 1/8       | 4-6, 7-62, 66-7, 6-4, 8-6 |
| 2  | no 19  | Miami           | 2018  | Dur          | Kevin Anderson        | no 8  | 1/4       | 6-4, 5-7, 7-66            |
| 3  | no 11  | Barcelone       | 2018  | Terre battue | Grigor Dimitrov       | no 5  | 1/4       | 6-3, 7-64                 |
| 4  | no 59  | Hambourg        | 2019  | Terre battue | Fabio Fognini         | no 9  | 1/4       | 3-6, 6-2, 7-64            |
| 5  | no 27  | US Open         | 2020  | Dur          | Novak Djokovic        | no 1  | 1/8       | 6-5 dsq.                  |
| 6  | no 18  | Roland-Garros   | 2020  | Terre battue | Roberto Bautista-Agut | no 10 | 1/16      | 6-4, 6-3, 5-7, 6-4        |
| 7  | no 13  | Barcelone       | 2021  | Terre battue | Diego Schwartzman     | no 9  | 1/4       | 6-4, 3-6, 7-5             |
| 8  | no 11  | Jeux olympiques | 2021  | Dur          | Daniil Medvedev       | no 2  | 1/4       | 6-2, 7-65                 |
| 9  | no 11  | Jeux olympiques | 2021  | Dur          | Novak Djokovic        | no 1  | Petite f. | 6-4, 66-7, 6-3            |
| 10 | no 19  | Barcelone       | 2022  | Terre battue | Casper Ruud           | no 7  | 1/4       | 4-6, 7-68, 6-3            |
| 11 | no 23  | Montréal        | 2022  | Dur          | Hubert Hurkacz        | no 10 | Finale    | 3-6, 6-3, 6-3             |

## Classements ATP en fin de saison
| Année          | 2009 | 2010 | 2011 | 2012 | 2013 | 2014 | 2015 | 2016 | 2017 | 2018 | 2019 | 2020 | 2021 | 2022 | 2023 | 2024 |
| Rang en simple | 515  | 340  | 136  | 715  | 65   | 51   | 67   | 30   | 10   | 23   | 27   | 16   | 20   | 13   | 604  | 197  |
| Rang en double | 885  | 547  | 580  | 711  | 932  | 139  | 104  | 25   | 44   | 79   | 114  | 54   | 196  | 329  | –    | –    |

Source : (en) Classements de Pablo Carreño Busta sur le site officiel de la Fédération internationale de tennis